# مساسة
مساسة هي قرية مغربية شمال المملكة. تنتمي مسّاسة لإقليم تاونات الجبلي. تضم هذه القرية 9.497 نسمة (إحصاء 2004).